# Tricholaema lacrymosa
Tricholaema lacrymosa е вид птица от семейство Lybiidae.

## Разпространение
Видът е разпространен в Бурунди, Замбия, Демократична република Конго, Кения, Руанда, Судан, Танзания, Уганда и Южен Судан.